# Sirkeli Höyük

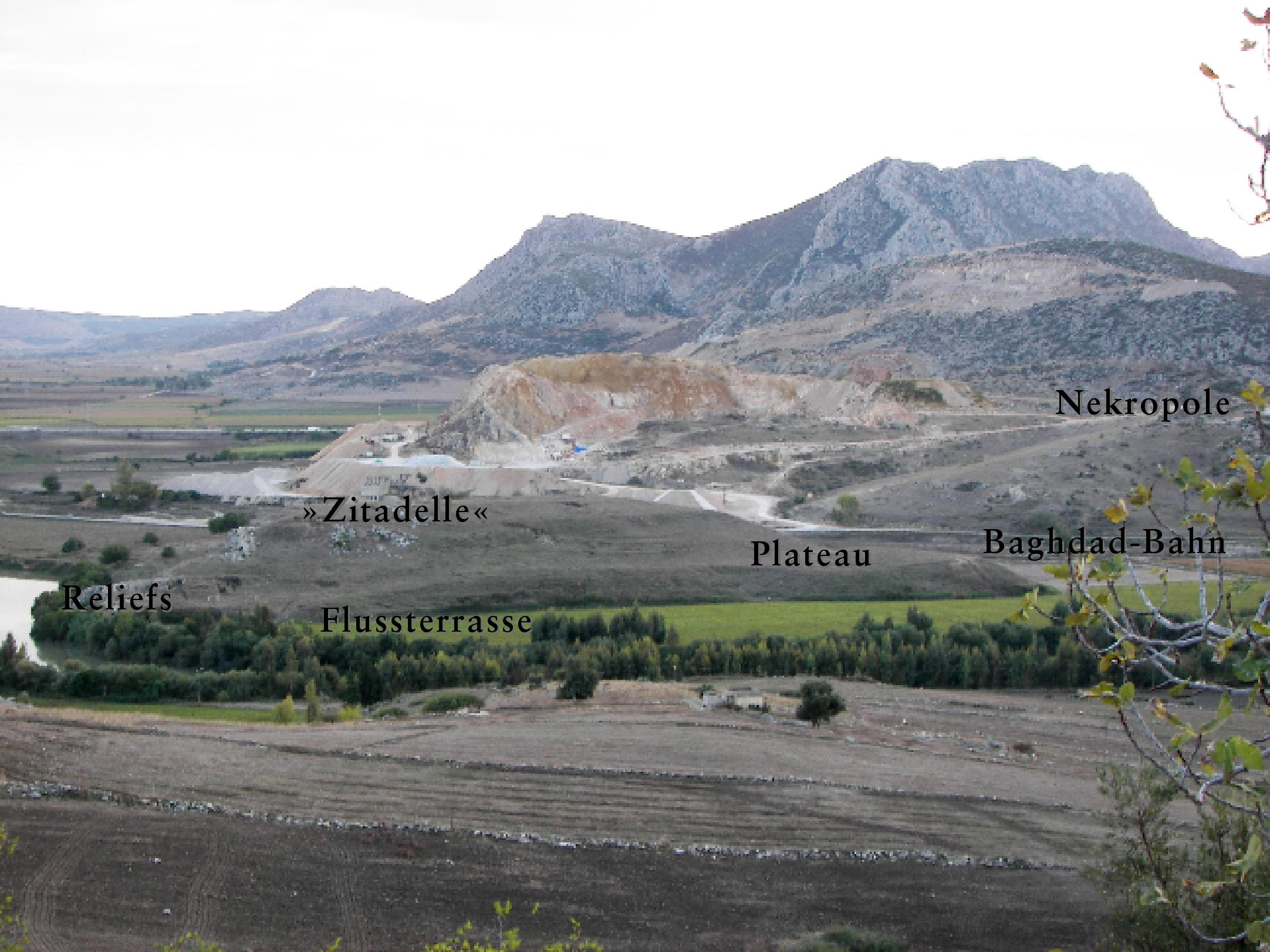
Der Sirkeli Höyük

Der Sirkeli Höyük ist mit einer Fläche von annähernd 80 ha einer der größten Tells (Siedlungshügel) Kilikiens. Er liegt 40 Kilometer östlich der Millionenstadt Adana, nordwestlich des Dorfes Sirkeli im Landkreis Ceyhan, am Durchbruch des Ceyhan durch die Misis-Berge (türk. Nur Dağ).

## Lage und Bedeutung des Fundortes
Koordinaten: 37° 0′ 14″ N, 35° 44′ 43″ O

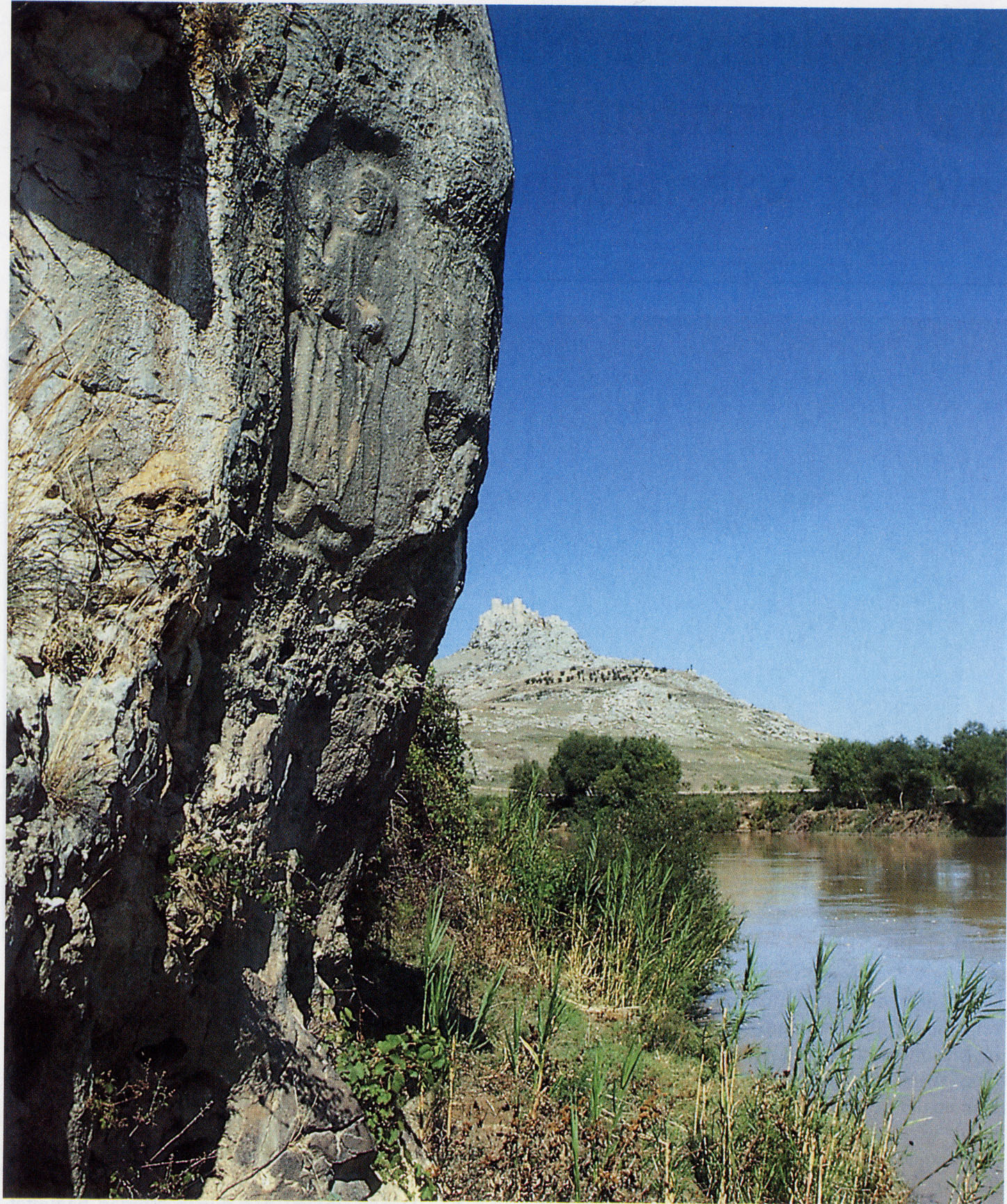
Felsrelief, im Hintergrund die Burg Yılan Kalesi

Unmittelbar am Sirkeli Höyük vorbei verläuft die wichtigste Straße durch die Region, die im Osten nach Syrien und im Westen über die Kilikische Pforte nach Zentralanatolien führt. Die historische Bedeutung dieser Route wird durch die Anlage der mittelalterlichen Burg Yılankale am gegenüberliegenden Flussufer sowie den Verlauf der Bagdad-Bahn und der modernen Autobahn verdeutlicht, die beide nahe am Sirkeli Höyük vorbeiführen.
Der ca. 300 × 400 Meter große Ruinenhügel besteht aus einem 30 Meter hohen, ovalen Haupthügel und einem nach Norden vorgelagerten trapezoiden Sattel. Südöstlich und südlich ist eine ausgedehnte von einer doppelten Stadtmauer umgebene Unterstadt bezeugt. Die Bergkuppen südlich und südwestlich des Hügels bildeten eine ebenfalls intramurale Oberstadt, zu der auch eine Nekropole mit Kammergräbern gehörte. Extramural sind Werkstattbereiche nachgewiesen, auf der gegenüberliegenden Flussseite ist eine Vorstadt bezeugt.
Quer durch den Ruinenhügel verläuft von Südwesten nach Nordosten eine Felsrippe, an deren nordöstliche Kante zwei Felsreliefs angebracht sind (s. u.).
Offenbar war der Ort vom Chalkolithikum (ab ca. 5000 v. Chr.) über die gesamte Bronze- (3000–1200 v. Chr.) und Eisenzeit (1200–300 v. Chr.) bis in die hellenistische Epoche (ca. 100 n. Chr.) besiedelt. Einiges deutet darauf hin, dass er mit der antiken Handels- und Kultstadt Lawazantiya (assyrisch Lusanda, griechisch Loandos) zu identifizieren ist, der Heimatstadt der berühmten hethitischen Großkönigin Puduḫepa, Tochter eines Priesters der Liebesgöttin Šauška und Gattin des Großkönigs Ḫattušili III. (ca. 1265–1236 v. Chr.), der mit dem ägyptischen Pharao Ramses II. den ältesten bekannten Friedensvertrag schloss. Nach neueren Forschungen wird jedoch eher eine Identifikation mit Kummanni (assyrisch Kisuatni) angenommen.

## Monumente
Seiner Lage verdankt der Ort eine Schlüsselstellung, die nicht zuletzt in der Anbringung zweier hethitischer Felsreliefs an der Ruine ihren Ausdruck fand: Das besser erhaltene zeigt den hethitischen Großkönig Muwatalli II. (reg. 1290–1272 v. Chr.) und ist somit eines der bislang ältesten bekannten hethitischen Felsreliefs. Die Figur ist nach links gewandt und trägt ein langes Gewand und eine Rundkappe. Die Füße sind mit Schnabelschuhen bekleidet. Details der Kleidung wie Säume und Faltenwurf sind noch gut zu erkennen. Der König war bartlos und mit langen Haaren dargestellt, auch Einzelheiten des Gesichts waren erkennbar. Durch eine Absplitterung ist der Gesichtsbereich heute nicht mehr sichtbar. Als Symbol der Königswürde hält die Gestalt einen Krummstab in der linken Hand, die rechte Hand ist, ähnlich wie beim EGO-Zeichen („Ich“)  der luwischen Hieroglyphen, zum Gesicht erhoben. Hinter der Gestalt ist eine Hieroglyphen-Beischrift herausgemeißelt, in der der Abgebildete als Muwatalli bezeichnet wird.
Nahebei fand sich ein weiteres, antik ausgemeißeltes Relief, das in der Forschung zumeist als Darstellung des Kurunta (= Ulmi-Teššup), des Sohnes von Muwatalli II., gedeutet wird. Wahrscheinlicher ist aber, dass es dessen Bruder, den von Ḫattušili III. (ca. 1265–1236 v. Chr.) entmachteten Muršili III. (= Urḫi-Teššup, ca. 1272–1265 v. Chr.), zeigte und nach dessen Absetzung ausradiert wurde.
An der Oberseite der Reliefwand, unmittelbar oberhalb der Reliefs, sind mehrere muldenartige Aushöhlungen angebracht, die offenbar im Zusammenhang mit den Bildwerken standen und der Libation, dem Ausgießen von Flüssigkeiten im Zuge von Kulthandlungen dienten. Diese Mulden waren Teil einer ausgedehnten Anlage, zu der neben den Reliefs auch ein aus Stein gemauertes, größeres Gebäude gehörte, das sich unmittelbar westlich der Mulden an die Felsrippe anlehnt. Das Ensemble wird als Kultstätte für den hethitischen Großkönig gedeutet.

## Archäologische Funde

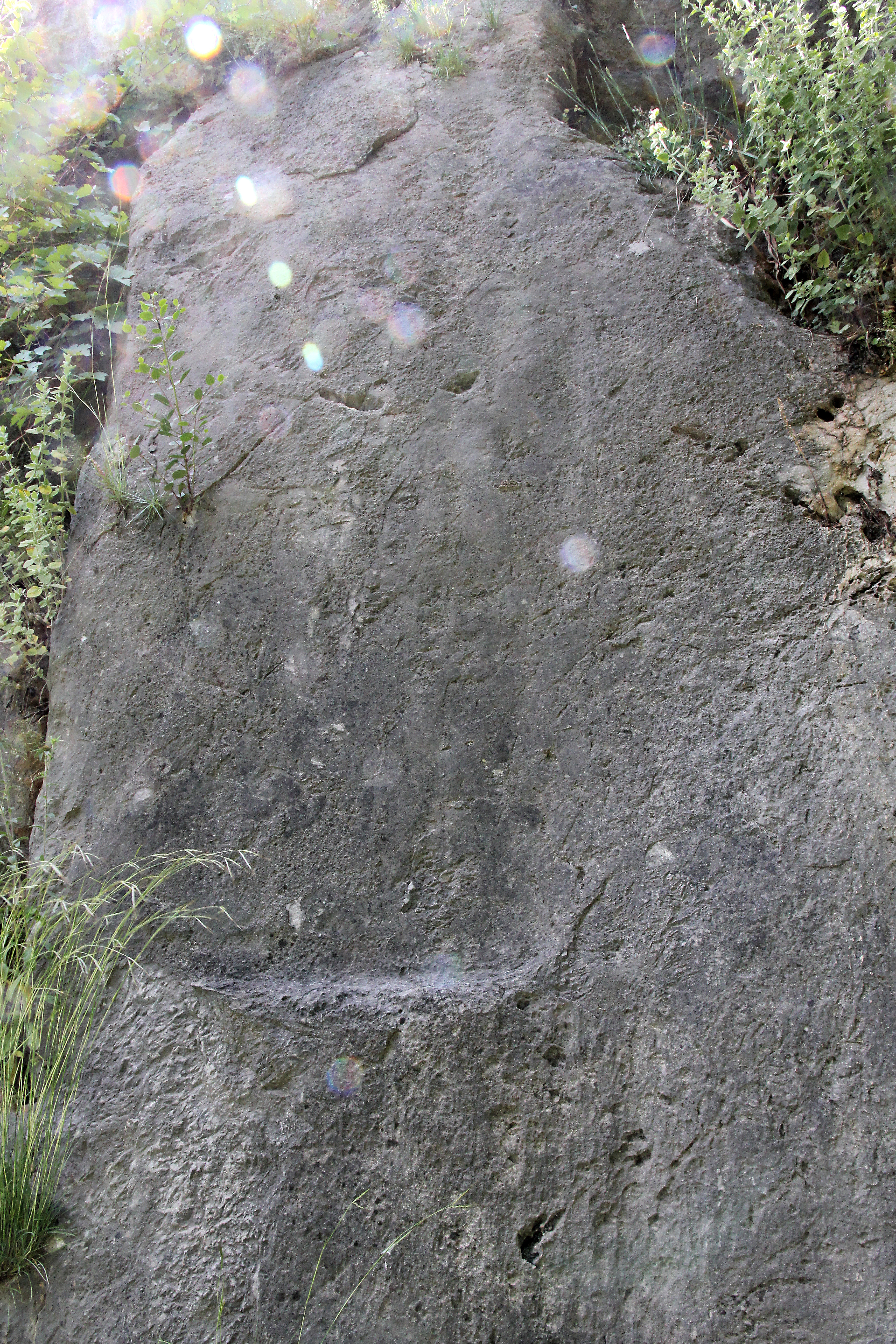
Überreste des entfernten Reliefs

Die bisher bei Grabungen gefundenen Objekte zeigen, dass der Ort während der gesamten Siedlungsdauer ein kultureller Schmelztiegel war.
Bemerkenswert sind außer den hethitischen Felsreliefs eine in späthethitischem Stil (ca. 10. Jh. V. Chr.) aus Stein gefertigte Säulenbasis in Form zweier Löwen, bemalte mittelbronzezeitliche (ca. 2000–1500 v. Chr.) Keramik der sogenannten ›Syro-Kilikischen Ware‹, mittelbronzezeitliche Terrakotten im nordsyrischen Stil, hethitische Schnabelkannen (ca. 1600–1300 v. Chr.), zahlreiche aus Zypern beeinflusste bemalte Keramikgefäße der Spätbronze- und der Eisenzeit (ca. 1500–600 v. Chr.), phrygische und levantinische Fibeln (ca. 700 v. Chr.) sowie phönizische Glasperlen, u. a. in Gesichtsform. Hinzu kommen einige Gegenstände der Verwaltung, so Siegel und Siegelungen aus verschiedenen Perioden sowie zahlreiche Metallgeräte und Waffen.

## Ausgrabungen
1934 berichtete der Direktor des Museums von Adana Ali Riza Yalgın dem polnisch-US-amerikanischen Altorientalisten Ignace Gelb von dem Relief und brachte ihn 1935 mit einem Boot dahin. John Garstang führte 1936 eine kurze Untersuchung auf dem Sirkeli Höyük durch. Er legte fünf kleinere Sondagen an. 1937 besuchte Hans Gustav Güterbock den Ort, 1939 Helmuth Theodor Bossert, der auch eine Photographie anfertigte. Zwischen 1992 und 1996 fanden durch die Universität München und die Bayerische Akademie der Wissenschaften unter der Leitung von Barthel Hrouda und 1997 durch die Universität Innsbruck unter der Leitung von Horst Ehringhaus Ausgrabungen statt. Es wurden eine größere Anzahl von unterschiedlich großen Grabungsschnitten (Arealen) angelegt, vor allem auf der Kuppe des Haupthügels sowie im Nordosten der Unterstadt unmittelbar oberhalb der Felswand mit den Reliefs am Abhang zum Fluss hin.
2006 wurden die Ausgrabungen im Rahmen einer Kooperation zunächst der Eberhard-Karls-Universität Tübingen, seit 2011 der Universität Bern mit der Çanakkale Onsekiz Mart Üniversitesi (Universität von Çanakkale) unter der Leitung von Mirko Novák und Ekin Kozal (bis 2013) bzw. Deniz Yașin-Meier (seit 2014) wieder aufgenommen.